# András Simon
András Simon (Salgótarján, 30 marzo 1990) è un calciatore ungherese, attaccante del Csákvári.

## Biografia
A metà degli anni 2000 era considerato come uno dei giovani talenti più promettenti del calcio magiaro. Anche suo fratello gemello Ádám è un calciatore, di ruolo centrocampista.

## Caratteristiche tecniche
Punta centrale di grande spessore che sa adattarsi anche ai ruoli di ala destra e ala sinistra. dove raramente viene impiegato.

## Carriera

### Club

#### Gli inizi
Cresce calcisticamente nell'MTK Budapest dove riesce a debuttare con la prima squadra nella stagione 2006-2007 subentrando al minuto 62' ad Attila Simon nella sconfitta interna avvenuta per 1-0 contro il Videoton. Viste le ottime prestazioni viene notato dal Liverpool che lo ingaggia appena diciassettenne facendogli firmare un contratto quadriennale. Nelle due stagioni successive, vista l'età relativamente giovane, viene aggregato alle formazioni giovanili allenandosi più volte con la prima squadra per volere del tecnico Rafa Benítez tuttavia senza scendere in campo in partite ufficiali; nell'annata 2009-2010 viene mandato in prestito agli spagnoli del Cordoba militanti in Segunda División dove riesce a collezionare 9 presenze. Rientrato al Liverpool dopo il prestito non viene utilizzato in partite ufficiali ma solo con la squadra riserve, così a febbraio del 2011 viene mandato in prestito agli olandesi dell'Excelsior Rotterdam militanti nella massima serie dove tuttavia riesce a trovare pochissimo spazio giocando solo gli ultimi 10 minuti della sfida interna vinta per 4-0 contro lo Willem II.

#### Il ritorno in Ungheria
Terminato il contratto che lo legava alla società inglese ritorna in patria firmando un contratto triennale con il Gyori ETO nel quale debutta alla prima giornata nella sfida esterna vinta per 2-1 contro la Honvéd restando in campo per 70 minuti prima di essere sostituito. Nelle prime giornate diviene un punto fermo del club biancoverde ma successivamente, dalla quinta giornata in poi, non verrà più utilizzato terminando la stagione con quattro presenze e nessuna rete. La stagione successiva viene mandato in prestito al Lombard Pápa Termál Futball Club, militante sempre nella massima serie ungherese: qui viene impiegato con maggiore costanza alternandosi tra il campionato e le varie coppe ungheresi dove riesce a segnare 3 reti, prima di chiudere anzitempo l'esperienza in questo club a dicembre 2012, ritornando al club di proprietà per poi essere girato nuovamente in prestito a febbraio 2013 all'Haladas. Qui non riesce a trovare spazio in prima squadra venendo impiegato solamente con la squadra riserve militanti in NBIII, la terza serie del calcio magiaro, dove riesce a segnare 2 reti in 11 presenze.
Al termine della stagione rientra al Gyori ETO ma ormai fuori dai piani tecnici della società non collezionerà nessuna presenza fino al febbraio 2014 quando andrà in prestito al Kecskemét riuscendo a segnare una rete in 6 partite disputate. La stagione successiva, scaduto il contratto che lo legava al Gyori ETO, si accasa al Paks, squadra ungherese che milita sempre in NBI; debutta alla quinta giornata di campionato nello 0-0 contro l'Újpest, mentre segna la sua prima rete in campionato proprio contro la sua ex squadra siglando il gol del momentaneo 1-1 nella partita che finirà poi 2-2. Chiude la stagione con 14 presenze ed una rete.

#### Il trionfo con il Gyirmót e ritorno al Paks
Terminata la stagione viene acquistato dal Gyirmót, ambizioso club militante in NBII; fa il suo esordio in Coppa d'Ungheria, dove mette a segno subito la prima rete stagionale contro il Tököl, e segna i primi gol in campionato alla terza giornata nella vittoria esterna per 3-0 contro il Soroksar e ripetendosi la giornata successiva questa volta contro l'Ajka. Nel corso della stagione diviene un punto fondamentale per la squadra, con la quale riesce a laurearsi campione di NBII con otto giornate di anticipo chiudendo la stagione con 29 presenze e 12 reti. La stagione seguente in massima serie segna 2 reti in 22 presenze senza riuscire ad evitare la retrocessione in seconda divisione giunta in ultima posizione, la stagione 2017-18 parte con la squadra nei primi quattro posti della classifica e con un bottino personale di 6 reti in 14 presenze, ma a febbraio 2018 dopo tre stagioni con 20 reti messe a segno in 65 partite torna in NBI firmando un contratto triennale con il Paks facendo così il suo ritorno a distanza di quattro anni dall'ultima volta ritrovando in squadra il fratello Adam. Fa il suo esordio con il club di il 6 marzo nella partita di torno degli ottavi di finale di Coppa d'Ungheria contro l'Ujpest, mentre segna il suo primo gol il 14 aprile nella partita casalinga di campionato contro l'Haladás entrando al 67' minuto al posto di Zsolt Haraszti e firmando il definitivo 1-2 quattro minuti dopo. La stagione seguente gioca su buoni livelli restando una stagione completa nella massima serie, segnando 5 reti in 29 presenze.

#### Ritorni MTK e Gyor
Per la stagione 2019-20 scende di categoria tornando a distanza di tredici anni nel club nel quale aveva esordito nel professionismo ovvero l'MTK Budapest appena retrocesso in NBII. Gioca in totale 16 incontri e segna in tutto 3 reti, prima di spostarsi a gennaio 2020 al Gyor facendo segnare il terzo ritorno in questa squadra, l'ultimo a sei anni di distanza, esordisce in campionato il 2 febbraio contro il Tiszakécske subentrando al minuto 69' a Tamás Priskin. Successivamente a causa della sospensione del campionato per il propagarsi del COVID-19 termina anzitempo la stagione, tornando in estate al Gyirmót dopo tre anni.

### Nazionale
Inizia la trafila con la Nazionale Magiara nel 2005 quando gioca 7 incontri andando a segno in 4 occasioni con l'Under-17. Dal 2007 al 2008 ha fatto parte dell'Under 18 alternandosi prima con l'Under-19 divenendo un punto fermo della squadra e poi con l'Under-20 segnando una rete in 7 apparizioni. Infine dal 2009 al 2011 ha fatto parte dell'Under-21 scendendo in campo in 4 occasioni senza mai segnare.

## Statistiche

### Presenze e reti nei club
Statistiche aggiornate al 10 settembre 2017.
| Stagione            | Squadra             | Campionato          | Campionato | Campionato | Coppe nazionali | Coppe nazionali | Coppe nazionali | Coppe continentali | Coppe continentali | Coppe continentali | Altre coppe | Altre coppe | Altre coppe | Totale | Totale |   |
| Stagione            | Squadra             | Comp                | Pres       | Reti       | Comp            | Pres            | Reti            | Comp               | Pres               | Reti               | Comp        | Pres        | Reti        | Pres   | Reti   |   |
| ------------------- | ------------------- | ------------------- | ---------- | ---------- | --------------- | --------------- | --------------- | ------------------ | ------------------ | ------------------ | ----------- | ----------- | ----------- | ------ | ------ | - |
| 2006-2007           | MTK Budapest        | NBI                 | 1          | 0          | MK              | -               | -               | -                  | -                  | -                  | -           | -           | -           | 1      | 0      |   |
| 2007-2008           | Liverpool           | PL                  | 0          | 0          | FACup+CdL       | -               | -               | UCL                | -                  | -                  | -           | -           | -           | 0      | 0      |   |
| 2008-2009           | Liverpool           | PL                  | 0          | 0          | FACup+CdL       | -               | -               | UCL                | -                  | -                  | -           | -           | -           | 0      | 0      |   |
| 2009-2010           | Córdoba             | SD                  | 9          | 0          | CR              | 0               | 0               | -                  | -                  | -                  | -           | -           | -           | 9      | 0      |   |
| 2010-feb. 2011      | Liverpool           | PL                  | 0          | 0          | FACup+CdL       | -               | -               | UEL                | -                  | -                  | -           | -           | -           | 0      | 0      |   |
| Totale Liverpool    | Totale Liverpool    | Totale Liverpool    | 0          | 0          |                 | -               | -               |                    | -                  | -                  |             | -           | -           | 0      | 0      |   |
| feb.-giu. 2011      | Excelsior Rotterdam | ED                  | 1          | 0          | CO              | -               | -               | -                  | -                  | -                  | -           | -           | -           | 1      | 0      |   |
| 2011-2012           | Győri ETO           | NBI                 | 4          | 0          | MK+MKL          | 1+0             | 0+0             | -                  | -                  | -                  |             |             |             | 5      | 0      |   |
| lug.-dic. 2012      | Lombard Pápa        | NBI                 | 5          | 0          | MK+MKL          | 1+3             | 2+1             | -                  | -                  | -                  |             |             |             | 9      | 3      |   |
| feb.-mag. 2013      | Haladás II          | NBIII               | 11         | 2          | -               | -               | -               | -                  | -                  | -                  | -           | -           | -           | 11     | 2      |   |
| 2013-feb. 2014      | Győri ETO           | NBI                 | 0          | 0          | MK+MKL          | -               | -               | UCL                | -                  | -                  |             |             |             | 0      | 0      |   |
| feb.-giu. 2014      | Kecskemét           | NBI                 | 6          | 1          | MK+MKL          | -+2             | -+0             | -                  | -                  | -                  |             |             |             | 8      | 1      |   |
| 2014-2015           | Paks                | NBI                 | 14         | 1          | MK+MLK          | 0+5             | 0+1             | -                  | -                  | -                  | -           | -           | -           | 19     | 2      |   |
| 2015-2016           | Gyirmót             | NBII                | 29         | 12         | MK              | 1               | 1               | -                  | -                  | -                  | -           | -           | -           | 30     | 13     |   |
| 2016-2017           | Gyirmót             | NBI                 | 22         | 2          | MK              | 4               | 3               |                    | -                  | -                  | -           | -           | -           | 21     | 5      |   |
| 2017-feb. 2018      | Gyirmót             | NBII                | 14         | 6          | MK              | 1               | 0               | -                  | -                  | -                  | -           | -           | -           | 15     | 6      |   |
| gen.-giu. 2018      | Paks II             | NBIII               | 1          | 1          | -               | -               | -               | -                  | -                  | -                  | -           | -           | -           | 1      | 1      |   |
| 2018-2019           | Paks II             | NBIII               | 1          | 1          | -               | -               | -               | -                  | -                  | -                  | -           | -           | -           | 1      | 1      |   |
| Totale Paks II      | Totale Paks II      | Totale Paks II      | 2          | 2          |                 | -               | -               |                    | -                  | -                  |             | -           | -           | 2      | 2      |   |
| gen.-giu. 2018      | Paks                | NBI                 | 10         | 1          | MK              | 1               | 0               | -                  | -                  | -                  | -           | -           | -           | 11     | 1      |   |
| 2018-2019           | Paks                | NBI                 | 29         | 5          | MK              | 5               | 0               | -                  | -                  | -                  | -           | -           | -           | 26     | 5      |   |
| Totale Paks         | Totale Paks         | Totale Paks         | 53         | 6          |                 | 11              | 1               |                    | -                  | -                  |             | -           | -           | 64     | 7      |   |
| 2019-gen. 2020      | MTK Budapest        | NBII                | 16         | 3          | MK              | 0               | 0               | -                  | -                  | -                  | -           | -           | -           | 8      | 2      |   |
| Totale MTK Budapest | Totale MTK Budapest | Totale MTK Budapest | 17         | 3          |                 | 1               | 0               |                    | -                  | -                  |             | -           | -           | 18     | 3      |   |
| gen.-giu. 2020      | Győri ETO           | NBII                | 5          | 0          | MK              | -               | -               | -                  | -                  | -                  | -           | -           | -           | 5      | 0      |   |
| Totale Győri ETO    | Totale Győri ETO    | Totale Győri ETO    | 9          | 0          |                 | 1               | 0               |                    | -                  | -                  |             | -           | -           | 10     | 0      |   |
| 2020-2021           | Gyirmót             | NBII                | 30         | 6          | MK              | 1               | 0               | -                  | -                  | -                  | -           | -           | -           | 31     | 6      |   |
| 2021-2022           | Gyirmót             | NBI                 | 29         | 4          | MK              | 2               | 0               | -                  | -                  | -                  | -           | -           | -           | 31     | 4      |   |
| 2022-2023           | Gyirmót             | NBII                | 35         | 4          | MK              | 1               | 0               | -                  | -                  | -                  | -           | -           | -           | -      | 36     | 4 |
| Totale Gyirmót      | Totale Gyirmót      | Totale Gyirmót      | 159        | 35         |                 | 9               | 4               |                    | -                  | -                  |             | -           | -           | 168    | 39     |   |
| 2023-2024           | Csákvár             | NBII                | 26         | 5          | MK              | 1               | 0               | -                  | -                  | -                  | -           | -           | -           | 27     | 5      |   |
| Totale carriera     | Totale carriera     | Totale carriera     | 298        | 55         |                 | 30              | 8               |                    | -                  | -                  |             | -           | -           | 328    | 64     |   |

## Palmarès

### Club
- Campionato ungherese di NBII: 2

Gyirmót: 2015-2016, 2020-2021